# 吸血鬼 (ポリドリ)
『吸血鬼』（きゅうけつき、原題：The Vampyre）は、1819年にジョン・ポリドリが書いた散文小説、ゴシックホラー。ジョージ・ゴードン・バイロン以下、ポリドリ、メアリー・シェリー、パーシー・シェリーの4人がスイスのレマン湖畔の別荘にて互いに怪奇談を語り合った中（ディオダティ荘の怪奇談義）で、バイロン卿が語った話が基になっている。ここから生まれた作品としては他に『フランケンシュタイン』がある。本作は創作物におけるロマン主義の吸血鬼のジャンルの始祖とみなされることが多い。
クリストファー・フレイリングは、この作品を「吸血鬼にまつわる様々な伝承を首尾一貫した文学ジャンルに融合させることに成功した最初の物語」と評している。

## プロット
オーブリーは、社交場において近頃ロンドンにやってきたというルスヴン卿と出会う。2人は共にヨーロッパ大陸を旅することを決めるが、ルスヴンが共通の知人の娘を誘惑したことからローマにたどり着いた直後、仲違いし、オーブリーは一人でギリシャを旅する。そこで彼は宿屋の娘イアンテと恋に落ち、彼女から吸血鬼の伝説を聞く。その恋もつかの間、喉が引き裂かれた無残な死体となったイアンテが見つかる。街の人々はそれが邪悪な吸血鬼の仕業だと信じている。オーブリーはこの一件が、偶然にルスヴンが同地を訪れた直後に起こったことの関連性に気づかない。オーブリーは彼と仲直りして再び共に旅を始めるが、その道中で2人は強盗に襲われ、ルスヴンが致命傷を負ってしまう。死に際にルスヴンはオーブリーに対して「1年と1日の間、君は私や私の死について語らない」という誓いを立てさせ、彼が同意したのを確認すると文字通り笑いながら息絶える。
ロンドンに帰ってきたオーブリーであったが、そこにルスヴンが現れ驚く。彼は健在であり、新しい身分で無事に過ごしている。ルスヴンはオーブリーに誓いを確認させたうえで、彼の妹を誘惑し始める。妹を守るには無力なオーブリーは神経衰弱になってしまう。やがて回復するも、今度は誓いの終わる日にルスヴンと妹が結婚することを知らされる。オーブリーは自分の身に何かあってもいいように、結婚の日に届くよう妹への警告の手紙をしたためる。実際にオーブリーは誓いが終わる日よりも前に心労によって亡くなってしまうが、ところが手紙も間に合わなかった。ルスヴンは予定通りオーブリーの妹と結婚すると、その初夜のうちに妻を殺すのであった。

## 出版
『吸血鬼』は1819年4月1日にヘンリー・コルバーンが『ニュー・マンスリー・マガジン』 (New Monthly Magazine) 誌において「バイロン卿作」と誤った著者情報で最初に出版された。というのもルスヴン卿という名前は、バイロンの恋人であったキャロライン・ラムが1816年に出版した小説『グレナヴォン』（同じ出版社）に登場するグレナヴォン伯爵クラレンス・ド・ルスヴンに由来するものと見られ、このグレナヴォン伯のモデルがバイロンだったためである。バイロンとポリドリが何度も否定したにもかかわらず、本作の著者が誰かは曖昧なままになった。次号（1819年5月1日付）では、ポリドリが編集者に宛てた手紙で、「下地は確かにバイロン卿のものだが、その展開は私が考えたものだ」と説明している。
この物語は1819年にロンドンのパターノスター・ロウにあるシャーウッド・ニーリー・アンド・ジョーンズ (Sherwood, Neely, and Jones) 社から『吸血鬼。84ページの物語』 (The Vampyre; A Tale in 84 pages) として八つ折り判で初めて書籍化された。表紙には「1819年3月27日、ステーショナース・ホールで入選」と書いてあった。当初、著者はバイロン卿とされていたが、後の版において彼の名前は削除され、ポリドリの名前が表紙に追加された。
本作は、バイロンの名を冠したことや、大衆のゴシックホラーへの興味からすぐに人気を博した。ポリドリは、吸血鬼を民間伝承に登場する怪物から現代に認識されている形、すなわち上流社会を食い物にする貴族の悪魔に変えたのだった。
創作のきっかけは1816年夏のことであり、ヨーロッパと北アメリカの一部が深刻な異常気象に見舞われ、「夏のない年」と呼ばれた時であった。スイスはレマン湖畔のヴィラ・ディオダティに滞在していたバイロン卿と若き医師ジョン・ポリドリのもとには、パーシー・ビッシュ・シェリー、メアリー・シェリー、クレア・クレアモントが訪れていた。6月の3日間、5人は「絶え間なく降る雨」によって屋内に閉じ込められることとなり、そこで空想の物語を語り合い、また執筆した（ディオダティ荘の怪奇談義）。メアリー・シェリーは、『Fantasmagoriana』やウィリアム・ベックフォードの『ヴァテック』などの怪談話と、大量のローダナム（アヘンチンキ）を服用し、のちに『フランケンシュタイン』（『現代のプロメテウス』）となる作品を生み出した。ポリドリは、バイロンの『A Fragment』や『The Burial: A Fragment』とも知られる断片的な物語『Fragment of a Novel』（1816年）に触発され、「2、3回の暇な朝」が『吸血鬼』を生み出した。

## 後世への影響
ポリドリの作品は同時代の人々に大きな衝撃と影響を与え、数多くの版や翻訳がなされた。その影響は現代にまでおよび、ブラム・ストーカーの『吸血鬼ドラキュラ』などと並んで、「吸血鬼に関する民俗学的な資料として引用されることさえある」という「正典」のような存在となっている。1820年にシプリアン・ベラールが書いた小説『Lord Ruthwen ou les Vampires』は、シャルル・ノディエが書いたとされているが、ノディエ自身が『Le Vampire』という劇を書いて大成功を収め、ヨーロッパ中に「吸血鬼ブーム」を巻き起こした。こうしたブームには同年に出版されたハインリヒ・マルシュナーとペーター・ヨーゼフ・フォン・リンドパイントナー（「Der Vampyr」参照）によるオペラ化も含まれる。ニコライ・ゴーゴリ、アレクサンドル・デュマ、アレクセイ・トルストイらもまた、いずれも吸血鬼を題材とした作品を書いており、ポリドリの物語のテーマは、ストーカーの『ドラキュラ』、ひいては吸血鬼というジャンル全体に影響を与え続けた。デュマは『モンテ・クリスト伯』の中でルスヴン卿について明確に言及しており、その登場人物である伯爵夫人はルスヴン卿と個人的に知り合いであったとまで述べている。
キム・ニューマンのドラキュラ・シリーズでは、ルスヴン卿は重要キャラクターである。ドラキュラが権力を握った後、ルスヴンはイギリス政界で著名な人物となる。第1作の時代には保守党の首相であり、19世紀を通じて権力を持ち続け、1991年にはマーガレット・サッチャーの後を継いで首相に就任する。
1819年には本作の人気に乗じて、アメリカでユリア・ダーシー（Uriah D’Arcy）による『The Black Vampyre』が出版された。

## 映画化
本作の初期の映画化としては、ジョン・アボットがルスヴン卿にあたるウェブ・ファロンを演じて主演した1945年の映画『The Vampire's Ghost』があり、舞台はイギリスとギリシャからアフリカに変更されている。また、本作とマルシュナーのオペラ『Der Vampyr』をベースにした『The Vampyr: A Soap Opera』が撮影され、1992年12月2日にBBC 2で放送された。この中で、ルスヴン卿の名前は「リプリー」に変更され、18世紀後半に冷凍保存されていたが、現代に蘇ってビジネスマンとして成功した、というものになっている。
2016年、スタジオ・ブリタニア・ピクチャーズが本作の長編映画を製作することを発表した。監督はローワン・M・アッシュが務め、撮影は2018年後半に開始され、イギリス、イタリア、ギリシャで、また公開は2019年10月の予定であった。

## 演劇
イングランドでは、1820年にロンドンのリシーウム劇場で、シャルル・ノディエの「Le Vampire」を基にしたジェームズ・プランシェの劇「The Vampire, or The Bride of the Isles」が初演されたが、実際にはノディエではなく本作を翻案したものであった。このようなメロドラマは、ギルバート・アンド・サリヴァンの『Ruddigore』（1887年）で風刺されており、この中ではルスヴン卿と呼ばれる人物が乙女を誘拐しなければ死んでしまうというものであった。
1988年には、アメリカの劇作家ティム・ケリーが『吸血鬼』を応接間で上演し、コミュニティ・シアターや高校のドラマ・クラブで人気を博した。